# Aerocultuur

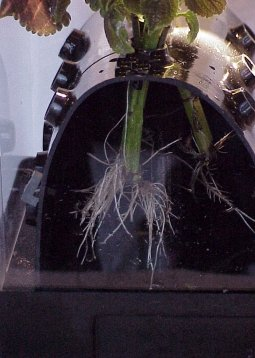
Een installatie voor aerocultuur. De nevel wordt ingespoten in de ruimte onder de plant

Aerocultuur, ook luchtcultuur genoemd, is een methode om planten te telen zonder vaste grond. De methode wordt zowel voor kamerplanten als in de tuinbouw toegepast.
Hierbij wordt geen potgrond gebruikt. De wortels hangen in een afgesloten kast met een nevel waarin de voedingsstoffen zijn opgelost. De bovenste delen van de plant steken boven de kast uit. Het waterverbruik is beperkter dan bij hydrocultuur of kweken in volle grond. In gebieden waar water en tuinbouwgronden schaars zijn, kan dit een goede methode zijn.